# Vaarajärvi (Jukkasjärvi socken, Lappland)
Vaarajärvi är en sjö i Kiruna kommun i Lappland och ingår i Torneälvens huvudavrinningsområde.